# James McRae

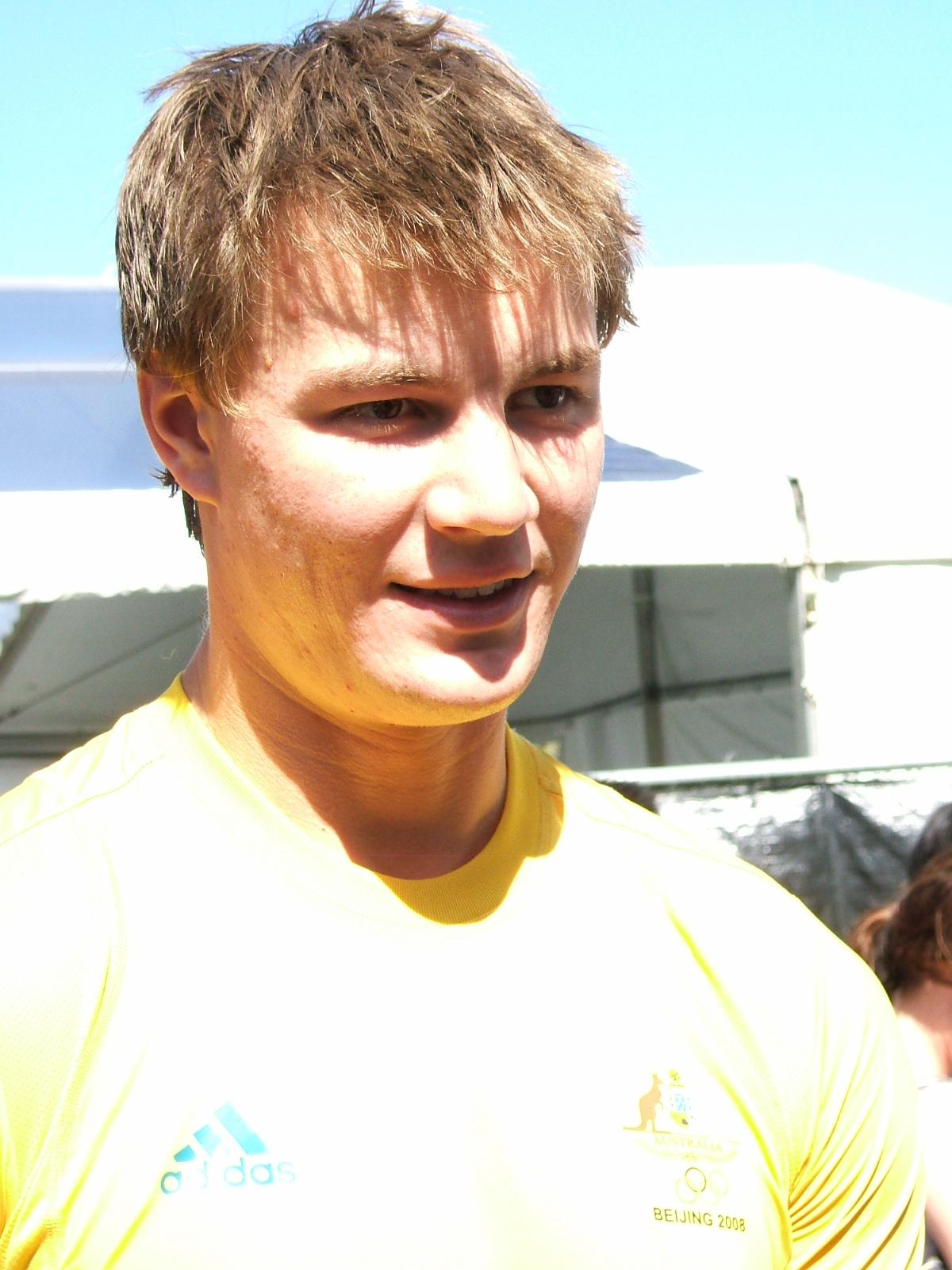
James McRae 2008

James McRae (* 27. Juni 1987 in Adelaide) ist ein australischer Ruderer.
James McRae wuchs in Murray Bridge auf, 1999 begann er beim Murray Bridge Rowing Club, einem Traditionsverein, der bei den Olympischen Spielen 1924 den australischen Achter gestellt hatte.
2007 trat McRae erstmals im Ruder-Weltcup an und belegte mit dem australischen Doppelvierer den vierten Platz in Amsterdam. Bei den Ruder-Weltmeisterschaften 2007 erreichte das Boot den zehnten Platz. 2008 erreichte der Vierer das Finale bei den Olympischen Spielen in Peking und belegte in der Aufstellung Christopher Morgan, James McRae, Brendan Long und Daniel Noonan den vierten Platz. 
2009 gewann McRae die Bronzemedaille bei den U23-Weltmeisterschaften. 2010 erhielt der australische Doppelvierer in der Besetzung Karsten Forsterling, David Crawshay, James McRae und Daniel Noonan die Bronzemedaille bei den Ruder-Weltmeisterschaften 2010 in Neuseeland. 2011 kam Christopher Morgan für Crawshay ins Boot, Morgan, McRae, Forsterling und Noonan gewannen Gold bei den Weltmeisterschaften in Bled. 2012 belegte der australische Doppelvierer den dritten Platz bei den Olympischen Spielen in London hinter dem deutschen und dem kroatischen Boot. 
Nach einer verpatzten Saison 2013 im Zweier ohne Steuermann, kehrte McRae 2014 in die Skullboote zurück. Bei den Weltmeisterschaften 2014 belegte er zusammen mit Alexander Belonogoff den dritten Platz im Doppelzweier, ein Jahr später wurden sie Fünfte bei den Weltmeisterschaften 2015. 2016 traten Karsten Forsterling, Alexander Belonogoff, Cameron Girdlestone und James McRae im Doppelvierer an. Die Crew gewann die Weltcup-Regatten von Luzern und Posen. Bei den Olympischen Spielen 2016 erhielten die Australier die Silbermedaille hinter dem deutschen Boot.